# Permittivité
La permittivité, plus précisément permittivité diélectrique, est une propriété physique qui décrit la réponse d'un milieu donné à un champ électrique appliqué.
C'est une propriété macroscopique, essentielle en électrostatique, ainsi qu'en électrodynamique des milieux continus. Elle intervient dans de nombreux domaines, notamment dans l’étude de la propagation des ondes électromagnétiques, et en particulier la lumière visible et les ondes utilisées en radiodiffusion.
On la retrouve donc en optique, via l'indice de réfraction. Les lois gérant la réfraction et la réflexion de la lumière y font appel.

## Théorie
En électromagnétisme, le champ d’induction électrique {\displaystyle {\vec {D}}} représente la façon dont le champ électrique {\displaystyle {\vec {E}}} influe sur l’organisation des charges électriques dans un matériau donné, notamment le déplacement des charges (d'où la notation {\displaystyle {\vec {D}}}) et la réorientation des dipôles électriques.

### Dans un milieu linéaire, homogène et isotrope
La relation des champs électrique et d’induction à la permittivité, dans le très simple cas d'un matériau linéaire, homogène, isotrope, et avec réponse instantanée aux changements du champ électrique, est :
{\displaystyle {\vec {D}}=\varepsilon {\vec {E}}}
où {\displaystyle \varepsilon } désigne la permittivité sous forme scalaire.

### Dans un milieu plus complexe
- Si le matériau n’est pas isotrope, la permittivité est un tenseur de rang 2, représenté par une matrice {\displaystyle [\varepsilon ]}. Dans ce cas, le champ de vecteurs {\displaystyle {\vec {D}}} n'est pas colinéaire à {\displaystyle {\vec {E}}}.
- Si le matériau n’est pas homogène, les coefficients {\displaystyle \varepsilon _{i,j}} de la matrice {\displaystyle \left[\varepsilon \right]} dépendent des coordonnées de l'espace {\displaystyle x,y,z}.
- Si le matériau n’est pas à réponse instantanée (ces derniers milieux sont dits « parfaits »), les coefficients {\displaystyle \varepsilon _{i\,j}} de la matrice {\displaystyle \left[\varepsilon \right]} dépendent des coordonnées de temps {\displaystyle t} ou de fréquence {\displaystyle \omega }.
- Si le matériau n’est pas linéaire, la relation précédente {\displaystyle {\vec {D}}=\varepsilon {\vec {E}}} n'est plus valable.

D’une manière générale, la permittivité n’est pas une constante : elle varie suivant la position dans le matériau, la fréquence du champ appliqué, l’humidité, la température, et d’autres paramètres. Dans un matériau non linéaire, la permittivité peut dépendre de la force du champ électrique.
De plus, la permittivité en fonction de la fréquence des champs électriques et d’induction peut prendre des valeurs réelles ou complexes.

### Dimensions
Le champ vecteur {\displaystyle {\vec {E}}} est exprimé en volts par mètre (V m−1) et le champ vecteur {\displaystyle {\vec {D}}} est exprimé en coulombs par mètre carré (C m−2 = A s m−2).
Pour conserver l'homogénéité de l’équation, la grandeur {\displaystyle \varepsilon } doit donc s‘exprimer en coulombs (c’est-à-dire ampères-secondes) par volt et par mètre (C V−1 m−1).
Comme la charge d'un condensateur de capacité C, en farads (F), soumis à une tension u, en volts (V), est q = C⋅u, les unités sont liées par C = F V, C V−1 = F, de sorte que {\displaystyle \varepsilon } s'exprime généralement en farads par mètre (F/m).|

## Permittivité du vide et permittivité relative
Pour représenter la permittivité {\displaystyle \varepsilon } d'un milieu autre que le vide, on utilise une grandeur appelée permittivité relative ou « constante diélectrique ». Cette grandeur relie la permittivité du milieu à la permittivité du vide {\displaystyle \varepsilon _{0}} :
{\displaystyle \varepsilon =\varepsilon _{0}\,\varepsilon _{\text{r}}}.
Le vide est choisi comme milieu de référence, car il est linéaire, homogène, isotrope, et avec réponse instantanée. La permittivité du vide est une constante :
{\displaystyle \varepsilon _{0}} = 8,854 187 × 10−12 F/m.
Ce vide de référence est un vide absolu et théorique, qui ne peut être obtenu en pratique de façon expérimentale. Dans nombre d’expériences, on admet cependant un gaz neutre à faible pression (comme l’air, ou mieux un halogène) comme suffisant pour approcher le vide. Dans d’autres cas (notamment si le gaz peut être ionisé ou si la faible pression du vide approché expérimentalement est suffisante pour fausser les résultats), on tiendra compte de la permittivité relative de ce gaz.
La permittivité relative dépend de la fréquence du champ électrique appliqué. Par exemple, pour de l'eau à 20 °C, elle passe de 80 pour des fréquences inférieures au GHz à moins de 10 pour des fréquences supérieures à 100 GHz.
Elle est liée à l'indice de réfraction n du milieu par la relation :
{\displaystyle n={\sqrt {\varepsilon _{\mathrm {r} }}}}.
| Matériau                                    | Permittivité relative εr |
| ------------------------------------------- | ------------------------ |
| Vide                                        | 1                        |
| Air sec                                     | 1,000 6                  |
| Isolant de câble de téléphone               | 1,5                      |
| Téflon (PTFE)                               | 2,1                      |
| Huile de transformateur, paraffine, pétrole | 2,2                      |
| Papier                                      | 2,3                      |
| Polystyrène (PS)                            | 2,4                      |
| Caoutchouc vulcanisé                        | 2,7                      |
| Plexiglas (PMMA)                            | 3,5                      |
| Papier kraft (imprégné d'huile)             | 3,5                      |
| Bakélite (PF)                               | 3,6                      |
| Marbre                                      | 4                        |
| Isolant de câble pour courant fort          | 4,5                      |
| Quartz                                      | 4,5                      |
| Verre standard                              | 5                        |
| Mica                                        | 3−6                      |
| Eau                                         | 78,5                     |

Voir aussi le tableau détaillé de la section suivante.

### Permittivité d’un matériau
Au niveau microscopique, la permittivité d’un matériau est liée à la polarisabilité électrique des molécules ou atomes constituant le matériau.
La permittivité d'un matériau est une grandeur tensorielle (la réponse du matériau peut dépendre de l’orientation des axes cristallographiques du matériau), qui se réduit à un scalaire dans les milieux isotropes.
Elle est très généralement complexe, la partie imaginaire étant liée au phénomène d'absorption ou d'émission du champ électromagnétique par le matériau.
La constante diélectrique est également notée k dans le domaine des circuits intégrés et des semi-conducteurs. Les matériaux dits low-k sont des diélectriques à faible permittivité. Ils sont utilisés comme isolants entre les interconnexions métalliques pour diminuer le couplage entre celles-ci.

## Permittivité complexe
Dans un milieu diélectrique réel, il existe toujours à basses fréquences une faible conductivité liée à différents mécanismes microscopiques (défauts notamment). On parle alors de pertes diélectriques. On peut tenir compte de ces pertes en définissant une permittivité complexe :
{\displaystyle {\tilde {\varepsilon }}(\omega )=\varepsilon ^{\prime }(\omega )-i\varepsilon ^{\prime \prime }(\omega ).=\varepsilon _{0}\left(\varepsilon _{\text{r}}^{\prime }(\omega )-i\varepsilon _{\text{r}}^{\prime \prime }(\omega )\right)}.
Ces pertes sont souvent très faibles. La partie imaginaire est donc très petite devant la partie réelle. On parle alors parfois d'angle de perte, exprimé en pour cents et défini par :
{\displaystyle \delta _{e}\approx \tan \delta _{e}={\frac {\varepsilon ^{\prime \prime }}{\varepsilon ^{\prime }}}}.
Cette appellation s'explique par le fait que cet angle {\displaystyle \delta _{e}} est l'angle formé par les vecteurs champ électrique et déplacement électrique dans le plan complexe.
Les parties réelles et imaginaires de la permittivité ne sont pas complètement indépendantes. Elles sont reliées par les relations de Kramers-Kronig.
Dans le cas où la permittivité d'un milieu est complexe, la relation liant l'indice de réfraction de ce milieu et sa permittivité relative existe toujours :
{\displaystyle {\tilde {n}}(\omega )=n(\omega )-i\kappa (\omega )={\tilde {\varepsilon }}(\omega )^{1/2}}
où {\displaystyle {\tilde {n}}(\omega )} est l'indice de réfraction complexe du milieu, {\displaystyle n(\omega )} l'indice de réfraction du milieu (celui utilisé pour calculer la vitesse de propagation d'une onde électromagnétique dans ce milieu) et {\displaystyle \kappa (\omega )} définit l'absorption dans ce milieu (si {\displaystyle \kappa (\omega )} augmente, l'absorption augmente et vice versa).

## Relations avec d'autres propriétés physiques

### Permittivité et susceptibilité
La susceptibilité électrique {\displaystyle \chi } est un nombre sans dimension tel que {\displaystyle {\vec {P}}=\varepsilon _{0}\chi {\vec {E}}}. Elle est liée à la permittivité par la relation :
{\displaystyle \varepsilon =\varepsilon _{0}\,(1+\chi )}, valable dans le cas d'un milieu linéaire, homogène et isotrope.

### Permittivité et polarisabilité
La permittivité est une grandeur macroscopique ; la polarisabilité est définie pour un atome ou une molécule. Sous certaines hypothèses, il est possible de relier les deux : c'est la formule de Clausius-Mossotti.

## Mesure de permittivité d'un matériau
La mesure de permittivité peut s'effectuer à l'aide de différents instruments tels que :
- des sondes coaxiales ;
- des guides d'ondes ;
- des cavités ;
- des bancs en espace libre, etc.

Ces instruments permettent de mesurer le comportement des ondes lorsqu'elles entrent en contact avec le matériau ou le traversent. Il est ensuite nécessaire d'utiliser un algorithme d'extraction afin de connaitre la permittivité. Les plus utilisés sont le NRW (Nicolson Ross Weir) et celui de Baker Jarvis (algorithme itératif développé au NIST).